# سراج قمری
سراج‌الدین قُمری آمُلی معروف به سراج قمری یا قمری آملی (زادهٔ میانه‌های سدهٔ ششم قمری در آمل- درگذشتهٔ ۶۲۵ ه.ق)، از شاعران پارسی‌گوی نیمه دوم سدهٔ ششم و اوایل سدهٔ هفتم است.
برخی به اشتباه او را خوارزمی و بعضی گرگانی دانسته‌اند ولی غالباً او را آملی می‌دانند. وی با عمادی شهریاری و کمال اسماعیل هم‌روزگار بود. دیوان سراج قمری سیزده هزار بیت دارد و سراینده‌ای هجوگو و بذله‌پرداز و آزادی‌خواه بوده است. وی به جز سرودن چند بیت در مدح سلطان غیاث‌الدین ملکشاه خوارزمی شاعری آزادی خواه و از محیط دربار و حاکمان و وزیران بیزار بود. قمری در پی همین اصول خود از اوضاع ناخوشایند روزگار و اوضاع سخت مردم زمانه خود به حاکمان شکایت کرده و شکایت نامه خود را به حاکمان وقت فرستاده بود.
از سراج قمری حدود ۲۰۰ رباعی برجای مانده‌است که برخی از آن‌ها در ردهٔ خمریات جای می‌گیرد. سروده‌های او دربرگیرندهٔ قصیده‌ها و قطعات و رباعیات است و یک «کارنامه» هم دارد که در قالب مثنوی است. در برخی منابع، او را شاگرد امام فخر رازی و استاد خواجه نصیرالدین طوسی دانسته‌اند. سراج آملی قصیده‌ای نیز در ستایش صوفی نامور روزگار خود، سیف‌الدین باخرزی (درگذشتهٔ ۶۲۹ ق) دارد و در آن آرزوی دیدار او را کرده‌است.

## دیوان
دیوان سراج الدین قمری آملی در سال ۱۳۶۸ به تصحیح یدالله شکری به چاپ رسید که اساس آن دستنویسی است که عمر بن محمد لالای مروزی آن را در جمادی‌الاول سال ۷۱۶ ق نوشته‌است و اکنون در کتابخانه چستربیتی ایرلند نگهداری می‌شود. این دیوان دربردارنده ۷۰۰۰ بیت شعر است. در بخش رباعیات این دیوان، ۱۴ رباعی از امامی هروی نیز داخل رباعیات سراج الدین شده و از چشم مصحح دیوان او پوشیده مانده‌است.

## نمونه شعر
| من مِی خورم و هرکه چو من اهل بود |  | می خوردن من به نزد او سهل بود |
| می خوردن من حق ز ازل می‌دانست    |  | گر می نخورم علم خدا جهل بود   |

## رساله چنگ
رساله چنگ از سراج الدین قمری آملی که آن را به نظم و نثر مسجع ساخته است. رساله در موضوع آواز خوش و غم انگیز چنگ است که چگونه حالات و هیجانات درونی انسان را می‌توان در آن پدید آورد. ازین رساله یک نسخه استنساخ شده در سال ۷۴۵ به خط نسخ ریز آراسته در موزه تاشکند به شماره ۴۰۲۱ نگهداری می‌شود و هنوز به جهان علم شناسانده نشده‌است.

## آرامگاه
آرامگاه او را در ترکیه یا چرنداب می دانند. ولی شواهد نشان می‌دهد او را بعد از مرگ در چرنداب مقبرةالوزرا دفن کرده‌اند.